# Acacia resinicostata
Acacia resinicostata — вид квіткових рослин з родини бобових. Ареал: Австралія (Квінсленд).

## Середовище
Росте на мілководному ґрунті, у піщаниках у відкритих лісах. Гербарні зразки часто збирали в евкаліптових лісах, часто на схилах пагорбів або скелястих схилах, а іноді в ущелинах або біля струмків.

## Біоморфологічна характеристика
Це кущ 2–3 метри заввишки. Філодії світло-зелені, лінійні або вузькопродовгуваті плоскі, прямі або загнуті. Вони мають довжину від 5 до 20 мм і ширину від 0,5 до 1 мм і різко звужені біля основи з неясною середньою жилкою. Прості суцвіття розташовані поодиноко в пазухах і мають сферичні квіткові голови, які містять від 25 до 35 темно-лимонно-жовтих квіток. Стручки мають вузько-видовжену форму довжиною до 8 см, містять поздовжньо розташоване насіння. Чорне насіння має довгасто-еліптичну форму довжиною 4–5 мм.